# René Féret
Pour les articles homonymes, voir Féret.
Ne doit pas être confondu avec René Fallet.
René Féret est un réalisateur, scénariste, producteur de cinéma et acteur français, né le 26 mai 1945 à La Bassée (Nord) et mort le 28 avril 2015 à Paris 14e.

## Biographie
René Féret est le troisième fils d'une famille modeste de petits commerçants du Pas-de-Calais. Son frère aîné meurt accidentellement à l'âge de quatre ans en 1939. Ses parents ont un second fils, Bernard, né en 1941. Quand sa mère est enceinte en 1945, elle est persuadée d'avoir une fille. C'est un garçon qui naît et le petit Bernard, ayant entendu souvent parler de ce « René parti au ciel » dont la photo trône sur le piano de la salle à manger, décide, quand il apprend qu'il va avoir un petit frère, qu'il s'agit du René qui revient. Ses parents acceptent le mensonge et prénomment l'enfant René.
À l'âge de vingt ans, lorsque son père (qui se prénommait également René) meurt, René Féret (qui se fait appeler René-Marie) tombe en dépression d'une gravité telle qu'elle le mène à une tentative de suicide (il est à l'époque acteur). Interné à l'hôpital psychiatrique d'Armentières, il y reste plusieurs semaines. Quelques années plus tard, il réalise son premier film qui relate son internement. Ce film, salué par Michel Foucault, reçoit le prix Jean-Vigo ainsi qu'une avance sur recettes sur film terminé qui incite René Féret à créer une structure de production et à continuer à faire des films.
Il en produit quelques-uns, Moi, Pierre Rivière… de René Allio, Dernier Été de Robert Guédiguian, puis développe une série de films autobiographiques traitant de ses ancêtres (La Communion solennelle), de ses parents (Baptême) et de son enfance (L’Enfant du pays, Promenades d’été). Vingt ans après Histoire de Paul, il écrit le deuxième volet de cette histoire avec La Place d'un autre puis il adapte un texte retrouvé par Michel Foucault, édité chez Gallimard sous le titre Alexina B, qui devient Le Mystère Alexina, interprété par le dessinateur de bande dessinée Vuillemin. Dans son thriller L'Homme qui n'était pas là (1987), il joue - aux côtés de Claude Jade et Valérie Stroh - le rôle principal, Charles Elaine.
Par la suite, il réalise d'autres films, soit tirés de romans (de Doris Lessing), soit de circonstances réellement vécues par des personnes proches (Il a suffi que Maman s’en aille…, Comme une étoile dans la nuit), suivis d’une biographie de Maria Anna Mozart : Nannerl, la sœur de Mozart. Il adapte en 2012 Madame Solario, d’après le roman resté longtemps anonyme de Gladys Huntington, avant de revenir à l'autobiographie légère et comique dans Le Prochain Film.

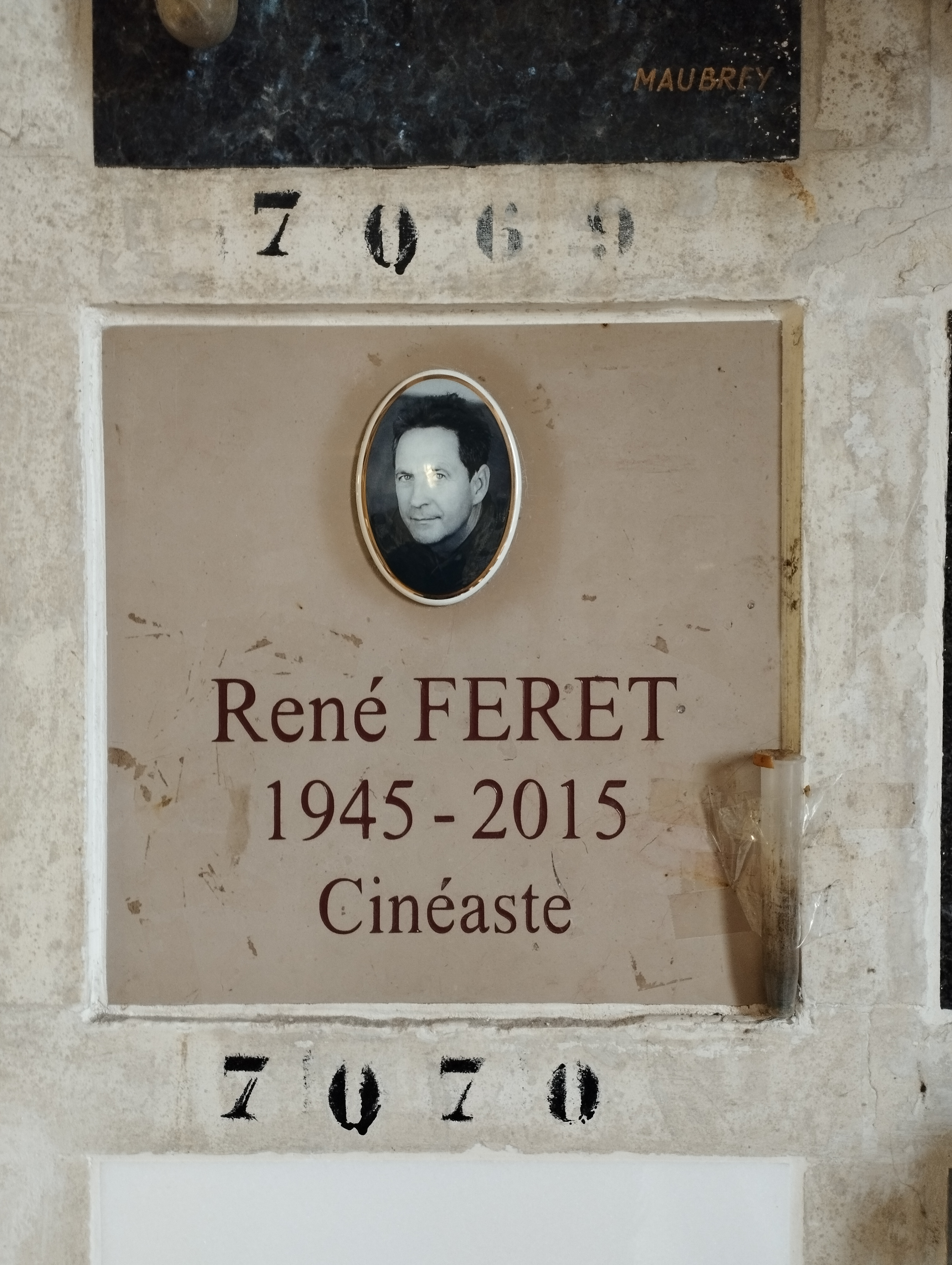
Plaque funéraire de René Féret au cimetière du Père-Lachaise (division 87).

Il tourne en 2013 Simon avec Grégory Gadebois, l'histoire d'un chanteur d'opéra père d'un garçon autiste. Le film suivant, Anton Tchekhov - 1890 avec Nicolas Giraud dans le rôle-titre, relate un événement de la vie de l'écrivain qui, à l'âge de 29 ans, décide de tout abandonner pour aller témoigner de la réalité de l'enfermement des bagnards dans l’île de Sakhaline.
Aidé par son épouse Fabienne qui est aussi la monteuse de ses films, il produit et distribue toutes ses réalisations. Ses trois enfants, Julien, Marie et Lisa se retrouvent souvent au générique de ses films.
Il a enseigné le cinéma comme professeur associé à l'Université Lille 3 à partir de 1995.
Il a publié un seul roman, Baptême, aux éditions Robert Laffont (1989).
René Féret meurt le 28 avril 2015 à l'âge de 69 ans, des suites d'un cancer, à l'hôpital Saint-Joseph à Paris. Il est inhumé au cimetière du Père-Lachaise (division 87, columbarium).

## Filmographie

### Comme réalisateur et producteur
- 1975 : Histoire de Paul avec Paul Allio, Michel Amphoux, Olivier Perrier, Bernard Bloch (prix Jean-Vigo)
- 1976 : La Communion solennelle avec Philippe Léotard, Marcel Dalio, René Féret, Ariane Ascaride (en compétition au Festival de Cannes 1977)
- 1980 : Fernand avec Bernard Bloch, Jany Gastaldi, Yves Reynaud
- 1980 : L'Enfant-roi avec Roger Van Hool, Nicole Jamet, Julien Féret
- 1985 : Le Mystère Alexina avec Philippe Vuillemin, Valérie Stroh, Philippe Clévenot (Un certain regard, Cannes 1985)
- 1987 : L'Homme qui n'était pas là avec René Féret, Claude Jade, Georges Descrières, Jacques Dufilho, Sabine Haudepin et Valérie Stroh
- 1988 : Baptême avec Valérie Stroh, Jean-Yves Berteloot, Édith Scob, Jacques Bonnaffé
- 1991 : Un homme et deux femmes (seulement scénariste et producteur) avec Valérie Stroh
- 1992 : Promenades d'été avec Valérie Stroh, Michael Vartan, Samuel Le Bihan, Cécile Bois, José-Maria Flotats
- 1994 : La Place d'un autre avec Samuel Le Bihan, Cécile Bois, Elsa Zylberstein
- 1996 : Les Frères Gravet avec Jean-François Stévenin, Robin Renucci, Jacques Bonnaffé, Julien Féret
- 2001 : Rue du retrait avec Dominique Marcas, Marion Held
- 2003 : L'Enfant du pays avec Antoine Chappey, Sonja Saurin, Philippe Nahon
- 2006 : Il a suffi que maman s'en aille… avec Jean-François Stévenin, Marie Féret
- 2008 : Comme une étoile dans la nuit avec Salomé Stévenin, Nicolas Giraud, Jean-François Stévenin
- 2010 : Nannerl, la sœur de Mozart avec Marie Féret, Marc Barbé, Delphine Chuillot, Lisa Feret
- 2012 : Madame Solario avec Marie Féret, Cyril Descours, Salomé Stévenin, Lisa Feret
- 2013 : Le Prochain Film avec Frédéric Pierrot, Antoine Chappey, Marilyne Canto, Sabrina Seyvecou
- 2015 : Anton Tchekhov - 1890 avec Nicolas Giraud, Jacques Bonnaffé, Robinson Stévenin, Lolita Chammah, Jenna Thiam, Frédéric Pierrot

### Comme acteur
- 1976 : La Communion solennelle
- 1976 : Lumière de Jeanne Moreau
- 1980 : L'Enfant-roi
- 1981 : La Fille prodigue de Jacques Doillon
- 1987 : L'Homme qui n'était pas là
- 1988 : Savannah de Marco Pico
- 1996 : Forcément coupable (téléfilm) de Marco Pico
- 1999 : Est-Ouest de Régis Wargnier
- 2001 : Rue du retrait de Lui-même : Paul

## Distinctions
- Prix Jean-Vigo 1975 : meilleur film pour Histoire de Paul
- Festival de Cannes 1977 : sélection officielle, en compétition de La Communion solennelle
- Festival international du film francophone de Namur 1989 : meilleur film pour Baptême
- Festival international du film de Marrakech 2006 : compétition officielle de Il a suffi que maman s'en aille...
- Festival international du film de Chicago 2010 : compétition internationale de Nannerl, la sœur de Mozart
- Festival des films du monde de Montréal 2010 : sélection de Nannerl, la sœur de Mozart
- Festival international du film de Las Palmas 2011 :
  - Silver Lady Harimaguada pour Nannerl, la sœur de Mozart
- Satellite Awards 2011 : nommé au meilleur scénario original pour Nannerl, la sœur de Mozart